# Mohammad Abdel Wahab
Mohammad Abdel Wahab (Cairo, 13 de março de 1902 – Cairo, 4 de maio de 1991) foi um cantor, compositor, ludista egípcio, considerado um dos principais artistas da renovação da musica árabe.